# Lydia Dimitrievna Zinovieva-Annibal
Lydia Dimitrievna Zinovieva-Annibal (russe : Лидия Дмитриевна Зиновьева-Аннибал), née le 1er mars 1866 et morte le 17 octobre 1907, est une poétesse, écrivaine et dramaturge russe de la période dite d'Age d'argent.

## Biographie
Lydia Zinovieva-Annibal naît au sein d'une vieille famille noble établie à Saint-Pétersbourg, qui par sa mère est descendante d'Abraham Petrovitch Annibal, « le nègre de Pierre le Grand » et arrière grand-père de Pouchkine. Lydia Zinovieva-Annibal reprendra le nom de son ancêtre lorsqu’elle commencera à écrire. Son frère est Alexandre Dmitrievitch Zinoviev, gouverneur civil de Saint-Pétersbourg (1903-1911) et membre du Conseil d'État de l'Empire russe (1911).
Lydia Zinovieva-Annibal passe son enfance à Saint-Pétersbourg, où elle mène une vie facile et aisée : sa famille vit dans le sillage de la cour d’Alexandre III. Son caractère rebelle et indiscipliné lui vaudra d’être exclue du gymnase. Elle est envoyée dans une école religieuse en Allemagne où elle reçoit le surnom de « diable russe ». Elle retourne en Russie à dix-sept ans, et poursuit ses études avec un précepteur aux idées socialistes : Schwartsalon, historien à l’université, qui lui enseigne également l’histoire grecque et romaine. Ses idées la fascinent. Ils s’épousent et ont trois enfants. Puis Lydia décide de rompre et part à l’étranger.
C’est en Italie qu’elle rencontre Viatcheslav Ivanov, théoricien et chef de file du Symbolisme. Dès 1895, ils vivent ensemble, divorcent de leurs époux respectifs et se marient en 1899. Après l’Italie et Londres, ils résident à Châtelaine près de Genève en Suisse. Ils quittent la Suisse et reviennent en Russie en 1905, pour s’installer à Saint-Pétersbourg dans l’appartement qu’on appellera « la Tour » et qui sera jusqu’en 1909 le plus important salon littéraire de l’Age d’argent russe, appelé Les mercredis d'Ivanov. Anna Akhmatova et Alexandre Blok y déclameront leurs vers. Outre la poésie et la littérature, « la Tour » est un lieu de débats tant philosophiques que religieux et mystiques ; et voué au culte de Dionysos. Lydia Zinovieva-Annibal y est surnommée Diotima, du nom d’une des seules femmes philosophes de l’Antiquité, à qui Platon dédie quelques lignes du Banquet. Lydia Zinovieva-Annibal et Viatcheslav Ivanov en particulier sont à la recherche d’une nouvelle forme idéale de l’amour : une de leurs idées étant que deux personnes réunies par l’amour peuvent aimer une tierce personne et créer ainsi « le début d’une communauté d’un type nouveau, voire d’une église nouvelle où l’Éros s’incorporerait aux fibres les plus profondes de l’homme » (Margarita Volochine).
Deux récits, Le Mal inéluctable et Les Anneaux paraissent en 1904. Ils sont suivis de Trente-trois Monstres qui, lors de sa parution en 1907, est considéré comme scandaleux puisqu’il traite de l’amour lesbien. Ce sujet lui vaut d’être interdit, mais la censure est rapidement levée : il ne contient rien de vulgaire ou d’outrageant. Trente-trois Monstres peut être qualifié de littérature féministe et Lydia Zinovieva- Annibal l’un des premiers écrivains féministes de Russie. D’aucun(e)s la considèrent comme le porte-parole d’un féminisme éthico-esthétique.
Lydia Zinovieva-Annibal meurt à quarante deux ans d’une scarlatine, le 17 octobre 1907. Elle est enterrée au Cimetière Saint-Nicolas de Saint-Pétersbourg.

## Œuvres
- Le Mal inéluctable (1903)
- Les Anneaux (1904)
- Trente-trois Monstres (1907), traduction de Jacques Imbert
- L'Âne chantant, Variations sur Un songe d'une nuit d'été de Shakespeare (1907)
- La Ménagerie tragique (1907)
- Non ! (1918), dont La Tête de Méduse, traduction et préface d'Alexander Kazakevich (Éditions Lamiroy)